# 2S12 Sani
Le 2S12 « Sani » (« traîneau ») (indice GRAU 2S12) est un complexe de mortier lourd de calibre 120 mm utilisé par l'armée russe et d'anciens États soviétiques. Mis en service pour la première fois en 1981, le 2S12 est un développement continu de mortiers sur châssis utilisés pour la première fois pendant la Seconde Guerre mondiale.

## Conception

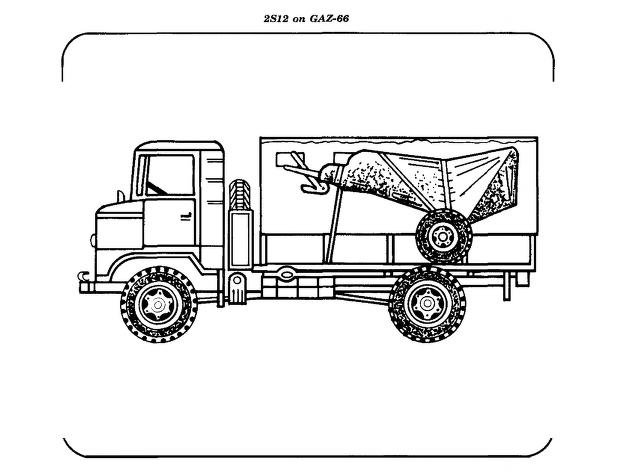
Camion militaire transportant le 2S12 illustré dans un manuel de l'armée américaine.

2S12 est en fait l'indicatif de la combinaison du mortier lourd 2B11 Sani avec son véhicule de transport 2F510, un camion 4×4 GAZ-66-15. Le 2B11 pèse près de 200 kg une fois entièrement assemblé, et doit donc être monté sur un châssis de deux roues 2L81 et remorqué jusqu'au site de mise en place par le camion. Le GAZ-66 transporte également la charge de munitions : des caisses de 24,32 kg comprenant deux bombes par caisse de 16 kg.
Une fois sur place, il est déchargé du châssis de transport et mis en place manuellement par une équipe de 5 personnes. Il s'agit de l'artillerie indirecte de plus gros calibre utilisée au niveau du bataillon.
Il existe également un modèle amélioré, le 2B11M, pouvant tirer un obus guidé « Gran » d'une portée de 7 500 mètres. Les modèles améliorés 2S12A et 2S12B sont désormais en service. Le 2S12A a reçu un nouveau véhicule de transport « Oural » équipé d'un moteur diesel de haute puissance et d'un palan électrique pour le chargement du mortier et une nouvelle dalle ronde avec une charnière permettant de pointer horizontalement sans tourner le support imposant,,,,.

## Opérateurs

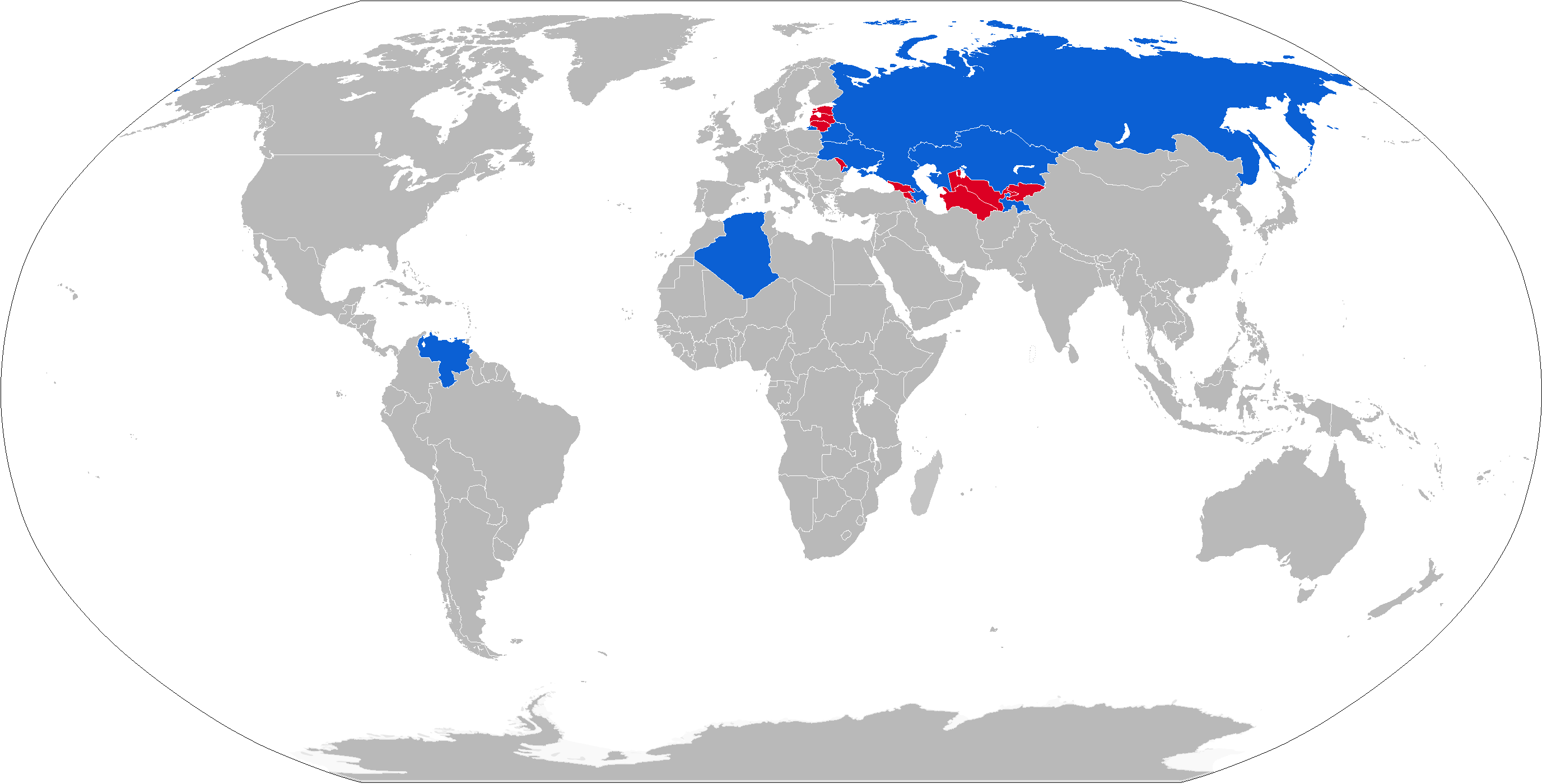
Carte montrant les opérateurs du 2S12 en bleu et les anciens opérateurs en rouge.

### Opérateurs actuels
- Algérie
- Azerbaïdjan
- Biélorussie : 61[10]
- Bulgarie
- Géorgie : 14[11]
- Kazakhstan[12]
- Kirghizistan : 6[13]
- Russie : plus de 1 700 dès 2016, dont 1 000 en magasin[14]. La production aurait été doublée en 2023[15]. D'autres commandés en août 2023[16].
- Tadjikistan
- Ukraine : 214[17]
- Ouzbékistan : 19[18]
- Venezuela : 48[19]

### Ancien opérateur
- Union soviétique

### Sources
- International Institute for Strategic Studies, The Military Balance 2016, vol. 116, Routlegde, février 2016 (ISBN 9781857438352)